# The History Boys
The History Boys es una obra de teatro de Alan Bennett. La obra se estrenó en el Lyttelton Theatre en Londres el 18 de mayo de 2004. Su debut en Broadway fue el 23 de abril de 2006 en el Broadhurst Theatre, donde se hicieron 185 actuaciones por etapas antes de que finalizara su gira el 1 de octubre de 2006. 
La obra ganó varios premios, entre ellos el Premio Laurence Olivier (2005) y el Premio Tony (2006). 

## Argumento
Narra las peripecias de una levantisca clase de brillantes y divertidos estudiantes de historia lanzados a la captura de una plaza de alumnos en Oxford o Cambridge. Sacudidos de acá para allá por su rebelde profesor de inglés, por un joven y sagaz profesor contratado para mejorar las notas de sus exámenes, por una profesora de historia aplastantemente inferior en número, y por un director obsesionado con las calificaciones, los chicos intentan esquivarlo todo con el fin de superar el intimidatorio proceso de ingreso en la universidad. Su odisea se centra tanto en el modo como funciona la educación, como en el lugar a donde conduce esa educación.

## Reparto original
- Richard Griffiths (Hector)
- Clive Merrison (Director)
- Stephen Campbell Moore (Irwin)
- Frances de la Tour (Mrs Lintott)
- Sacha Dhawan (Akthar)
- Samuel Anderson (Crowther)
- Dominic Cooper (Dakin)
- Andrew Knott (Lockwood)
- Samuel Barnett (Posner)
- Russell Tovey (Rudge)
- Jamie Parker (Scripps)
- James Corden (Timms)
- Georgia Taylor (Fiona)
- Penelope Wilton (Mrs Bibby)
- Adrian Scarborough (Wilkes)

## Película de 2006
En 2006 se realizó una versión para cine dirigida por Nicholas Hytner (también director original de la obra) y con el mismo reparto original.